# Coniocybe
Coniocybe is een geslacht van schimmels uit de familie Coniocybaceae.

## Soorten
Volgens Index Fungorum telt het geslacht een aantal soorten, waaronder:
| Soortnaam              | Auteur(s)  | Publicatiejaar |
| ---------------------- | ---------- | -------------- |
| Coniocybe ochrocephala | F. Wilson  | 1891           |
| Coniocybe otagoense    | Js. Murray | 1960           |
| Coniocybe rhodocephala | F. Wilson  | 1889           |